# Paul Castanet
Paul Remy Castanet (Clamart, 16 marzo 1880 – Malakoff, 8 dicembre 1967) è stato un mezzofondista francese.
Partecipò ai Giochi olimpici di Parigi 1900 dove vinse la medaglia d'argento nella gara dei 5000 metri a squadre.

## Palmarès
| Anno | Manifestazione  | Sede   | Evento            | Risultato | Prestazione | Note |
| ---- | --------------- | ------ | ----------------- | --------- | ----------- | ---- |
| 1900 | Giochi olimpici | Parigi | 5 000 m a squadre | Argento   | 29 p.       |      |